# Anolini

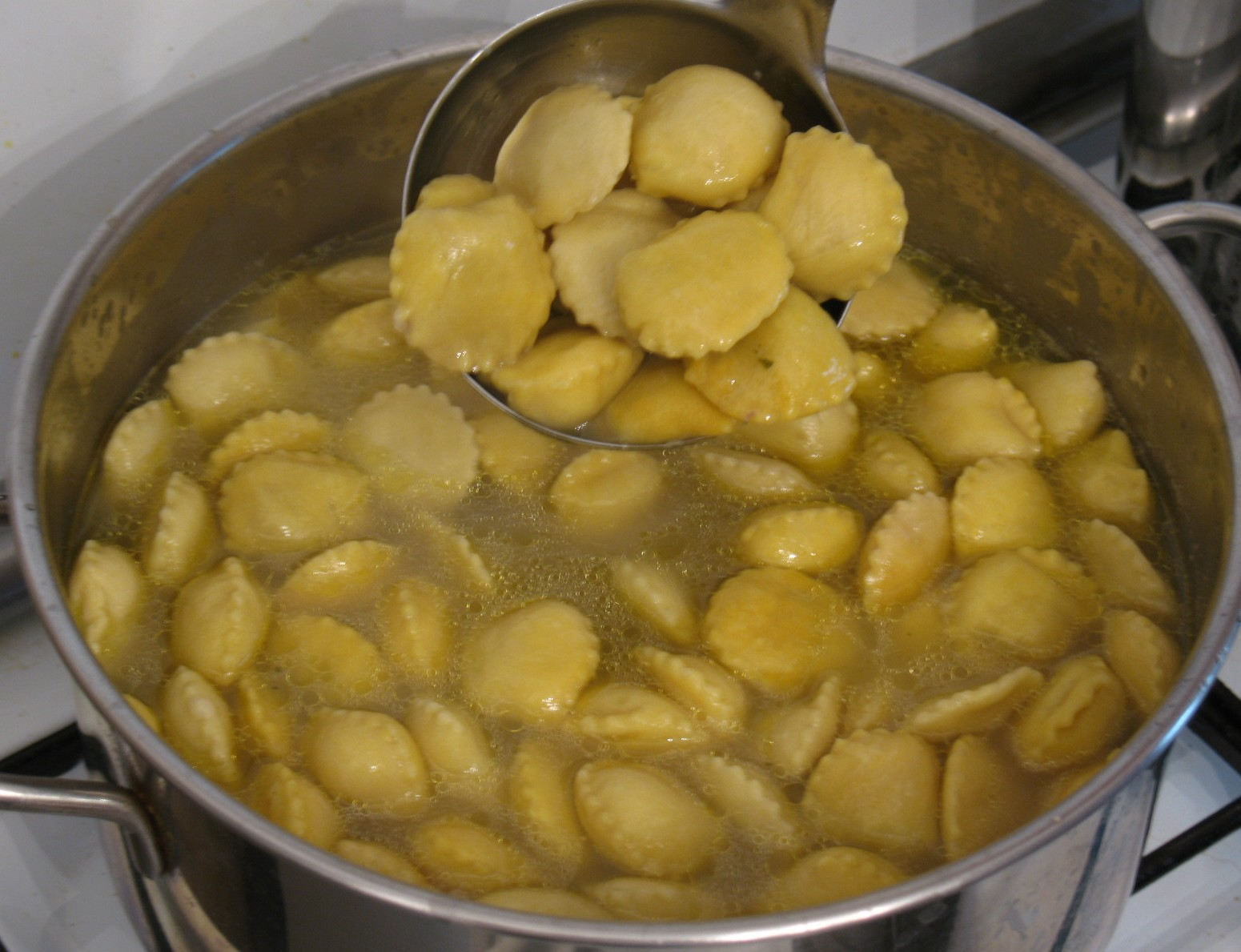
Anolini en caldo.

Los anolini son un tipo de pasta al huevo rellena originario de la provincia de Piacenza (en piacentino anvëin) y comúnmente extendida también en la de Parma (en parmesano anolén). Hay una variante de la provincia de Cremona, conocida como marubini (o marubén en cremonés, nombre de uso común en la llanura nororiental piacentina).
Es un plato con raíces antiguas, ya conocido y mencionado por el famoso cocinero renacentista Bartolomeo Scappi en el siglo XVI, trasmitido de generación en generación en las familias. Es tradición en Piacenza que durante la víspera de Navidad la familia se reúna para preparar los anolini di Natale (o anvëin d' Nadäl, como se llaman en piacentino).
El plato es rico y elaborado, al igual que muchos otros platos servidos en las festividades importantes.
La variante piacentina incluye la cocción en un buen caldo, preferiblemente de capón. También se cuecen en brodo di quarta. La base es un estofado de carne: en Piacenza se utiliza la ternera, pero también puede usarse carne de caballo o cerdo. Una vez cocida la carne se pica finamente junto con las verduras del caldo y se añaden otros ingredientes, como queso Grana Padano en Piacenza. Otra variante piacentina, más exactamente del Val d'Arda, utiliza un relleno hecho exclusivamente con Grana Padano y pan rallado. El relleno así obtenido se pone sobre la pasta al huevo, y los anolini se cortan con un utensilio especial en raciones de 3 cm de diámetro.
Actualmente pueden encontrarse anolini envasados en cualquier parte del mundo, especialmente donde las comunidades italianas tienen una cierta importancia. Los anolini «frescos» envasados suelen tener una duración de siete semanas.
En Parma se les aplica juguetonamente el apodo de salvagenti (‘salvavidas’) o galleggianti (‘flotadores’), siendo siempre rellenados con carne y empleándose solo queso Parmigiano-Reggiano, mientras en Fidenza y los considerados ‘bajos’ (bassa) el relleno consta solo de pan rallado cocido en buen caldo, sal, nuez moscada, huevo y Parmigiano-Reggiano viejo.

## Reconocimiento
Por recomendación de Emilia-Romaña, el Ministerio de Agricultura, Alimentación y Bosques italiano ha reconocido a los anolini como uno de los prodotti agroalimentari tradizionali italiani (P.A.T.) típicos de la provincia de Piacenza. Los marubini son reconocidos P.A.T. a propuesta de Lombardía.